# Siham Hilali

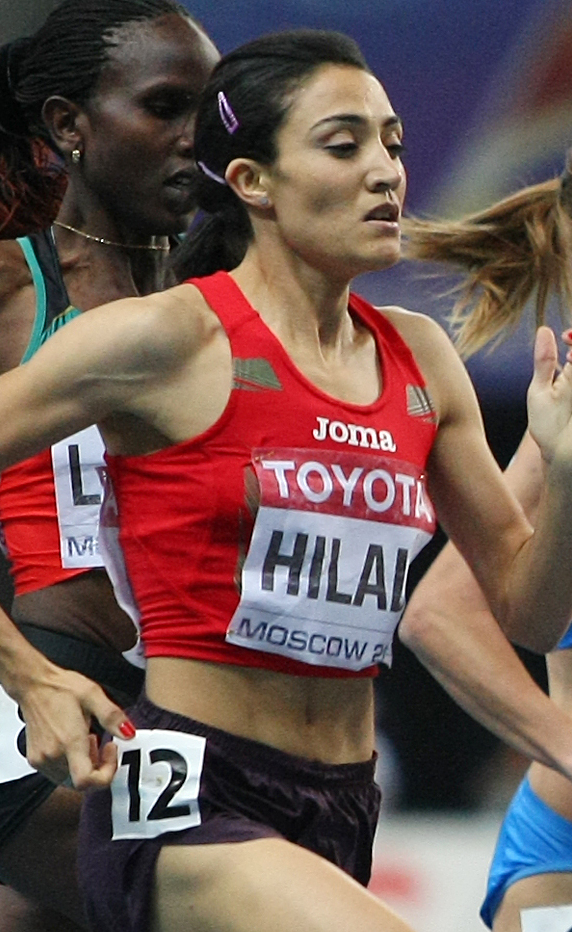
2013

Siham Hilali, född den 2 maj 1986, är en marockansk friidrottare som tävlar i medeldistanslöpning.
Hilali vann guld på 3 000 meter vid VM för ungdomar 2003. Året efter deltog hon vid VM för juniorer och blev där trea på både 1 500 meter och 3 000 meter. 
Som senior deltog hon vid VM i Osaka 2007 där hon blev utslagen i försöken på 1 500 meter. Vid inomhus-VM 2008 slutade hon sjua på 1 500 meter och vid Olympiska sommarspelen 2008 blev hon tia på samma distans.

## Personliga rekord
- 1 500 meter - 4.04,03
- 3 000 meter - 9.03,16 (inomhus 9.00,78)